# 言葉の魔術師
「言葉の魔術師」（ことばのまじゅつし、原題: "The Shakespeare Code"）は、イギリスの長寿SFドラマ『ドクター・フー』第3シリーズ第2話。2007年4月7日に BBC One で放送され、日本では LaLa TV で2011年12月24日に放送された。
本エピソードでは、異星人のタイムトラベラーである10代目ドクターがコンパニオンのマーサ・ジョーンズと共に彼女との初めての時空旅行に出かける。二人は1599年のサザークのグローブ座の近くに到着し、そこで劇作家ウィリアム・シェイクスピアと出会う。シェイクスピアは魔女に似た種族キャリオナイトに魔法をかけられ、舞台『恋の骨折り甲斐』の結末を書き直そうとする。キャリオナイトの狙いは封印された他のキャリオナイトを舞台の上演で発せられる言葉の力で解放することであった。
なお邦題「言葉の魔術師」は LaLa TV で放送された際のものであり、Huluでは「シェイクスピア・コード」という別邦題で配信されている。

## 連続性

### 『ドクター・フー』におけるシェイクスピア
シェイクスピアは以前にも『ドクター・フー』のエピソードに登場しており、ドクターも彼に会ったことがあると言及している。シェイクスピアは「The Chase」（1965年）でエリザベス1世と話している姿を Time-Space Visualiser の画面上でドクターとコンパニオンに見られたほか、「Planet of Evil」（1975年）では4代目ドクターがシェイクスピアに会ったことを言及しており、「City of Death」（1979年）では『ハムレット』のオリジナル原稿の転写を手伝ったと主張した。「The Mark of the Rani」（1985年）には6代目ドクターがシェイクスピアについて "I must see him again some time" と発言した。
テレビ以外の媒体では、Virgin Missing Adventures の小説 The Empire of Glass や The Plotters、Big Finish Productions のオーディオドラマ The Kingmaker に登場した。他の Big Finish のドラマ The Time of the Daleks では、物語の終盤で子どもがシェイクスピアであると明かされた。これはイアン・ポッターのショートストーリーである、Short Trips: Companions の Apocrypha Bipedium の続編であり、Apocrypha Bipedium　では若いシェイクスピアが後の自作『トロイラスとクレシダ』で演じる登場人物と時代錯誤の出会いを果たす。また、シェイクスピアは Doctor Who Magazine の9代目ドクターのコミック A Groatsworth of Wit（同じくギャレス・ロバーツが執筆）にも登場した。
プロデューサーのラッセル・T・デイヴィスとスクリーンライターのギャレス・ロバーツは、過去にドクターがシェイクスピアとの出会いを言及していたことを把握していたが、エピソードの中では言及も否定もしないことに決めた。ロバーツは、「言葉の魔術師」の草案に City of Death への軽い言及があったが、ファンに混乱をもたらす懸念から削除されたことも加えた。

### 『ドクター・フー』の他のエピソード
キャリオナイトの名前はスクリーンライターであるギャレス・ロバーツの自作 New Adventures 小説 Zamper（1995年）に由来しており、arrionitesというナメクジ型の種族が登場した。ロバーツは「いつもそれが良い言葉だと考えていて、そして魔女を腐肉生物として登場させたいと考えていた。だから前にCを入れたんだ」と語った。
これまでの『ドクター・フー』のエピソードに登場した種族への言及もある。ドクターが使った "Sir Doctor of TARDIS" という肩書は、「女王と狼男」（2006年）でヴィクトリア女王から与えられた称号である。キャリオナイトが『恋の骨折り甲斐』へ干渉した言葉の中に "Dravidian shores" への言及があり、"Dravidians starship" は「モービウスの脳」（1976年）で言及された。リリスはエターナルに言及しており、これはオリジナルシリーズ「Enlightenment」（1983年）に登場した種族である。さらに、ドクターはシェイクスピアの小道具保存庫で頭骨を発見しており、これを見た彼は「クリスマスの侵略者」（2005年）に登場したシコラックスを思い出した。ドクターがシェイクスピアにシコラックスの名を告げた際には、シェイクスピアはその名前を使うだろうと述べた。このやり取りはシェイクスピアの戯曲『テンペスト』に登場した怪物キャリバンの母シコラクスに由来する。
他のシーンにはさらに以前のエピソードからの引用があった。『恋の骨折り甲斐』の台詞の1つである "the eye should have contentment where it rests" は、シェイクスピア風のスタイルで執筆された1965年の 「The Crusade」に由来する。

### 他作品との繋がり

#### シェイクスピア
本エピソードは"失われた"シェイクスピアの戯曲『恋の骨折り甲斐』に関するものである。『恋の骨折り甲斐』は複数の歴史学の文献で言及されているが、単に実存する戯曲の代替名である可能性もある。歴史的に、『恋の骨折り甲斐』への言及は1599年のグローブ座の建設に先駆けた1598年にあった（Francis Meres の Palladis Tamia, Wits Treasury, 1598年）。
ドクターとマーサは何度もシェイクスピアの外見に触れた。彼が肖像画に似ていないことに気付いたマーサは何故彼が禿げていないのかを不思議がり、ドクターは彼が頭をこすれば禿げて襞襟を付けるようになると説明した。シェイクスピア自身は顕著なミッドランズのアクセントで話しており、これは彼がストラトフォード＝アポン＝エイヴォンの出身であることを反映している。
本作ではシェイクスピアの性的関心についても数多くの議論が言及されている。シェイクスピアは劇中で何度もマーサと戯れ、最終的に彼女のためにソネット18番を作曲し、彼女をダーク・レディとまで呼んだ。これはシェイクスピアのソネットに登場する謎めいた女性の登場人物を反映している。ただし、ソネット18番で実際に歌われているのは男性の登場人物への愛である。シェイクスピアはその後ドクターとも触れ合っており、ドクターはソネット57番を題材にした台詞を発した。
劇中では、ドクターがシェイクスピアの戯曲から引用したフレーズにシェイクスピアがインスパイアされるという、因果のループを扱ったジョークが繰り返し用いられた。例として、ドクターが『テンペスト』よりシコラックスの名前を口にしただけでなく、「全てこの世は舞台」（『お気に召すまま』より）や「劇こそまさにうってつけ」（『ハムレット』より）とシェイクスピアに告げた。しかし、シェイクスピア自身が「生きるべきか、死ぬべきか」と口にした際には、ドクターは彼にそれをメモしておくべきだと勧めたが、彼自身は大げさすぎると判断した。また、ドクターが「もう一度、突破口へ」と主張した際には、シェイクスピアもその台詞を気に入ったが、おそらく1599年初頭に執筆された『ヘンリー五世』でのフレーズであることに気付いた。シェイクスピアが魔女について尋ねた際には、彼が魔女についての作品（『マクベス』）を執筆したことをマーサが指摘するが、彼は否定した。劇中の時代では、シェイクスピアはまだ魔女や幽霊といった超常現象を扱う『マクベス』や『ハムレット』を執筆していなかった。
シェイクスピアの戯曲を暗示する台詞は他にもある。ドクターがターディスから出る直前には彼は『テンペスト』の第5幕第1場を題材にして「大いなる新世界」("Brave new world") と発言した。序盤のシーンでは、"The Elephant" という名前の宿屋の看板が確認でき、これは喜劇『十二夜』で勧められる宿の名前である。三人のキャリオナイトは劇中の数年後にシェイクスピアが執筆する『マクベス』に登場する3人の魔女を彷彿とさせ、同様に強弱四歩格と韻を踏んだ二行連を使って呪文を唱えた。ベドラムシェイクスピアを退場させる際、ドクターは『冬物語』というフレーズを使用しており、シェイクスピア自身は『リア王』のエドガーと同じように「貧しいトム」というフレーズを使用した。
リリスはエターナルの新しく明るい言葉への追放からキャリオナイトが逃げたと説明した。シェイクスピアは2,000から3,000の新語を当時の英語にもたらしたとされており、その中には'assassination'（「暗殺」）、'eyeball'（「眼球」）、'leapfrog'（「馬跳び」）、'gloomy'（「憂鬱な」）などがあった。
登場人物のケンプはウィリアム・ケンプであり、シェイクスピアやリチャード・バーベッジと同じ宮内大臣一座のメンバーで、当時のコミック俳優であると広くみなされている。
ウィギンズは、エリザベス朝とヤコビアン文学の分野で著名な学者であり、この時代の有力な劇のいくつかの版の編集者である、ドクター・マーティン・ウィギンズにちなんで名付けられた。また、マーティン・ウィギンズは『ドクター・フー』のファンでもあり、ギャレス・ロバーツの友人でもある。ロバーツは「放送後に私を転ばせるならそれは彼だろうから、私は彼にへつらうのが良いだろう」とコメントした。

#### その他
『ハリー・ポッターシリーズ』を引用した台詞もあった。マーサが「ハリー・ポッターみたい」と発言した際、ドクターが放送時に未発売だった7巻を読んだと主張した。エピソードの終盤では、シェイクスピアとドクターとマーサが『ハリー・ポッターシリーズ』に由来する魔法の呪文「エクスペリアームス！」と叫んでキャリオナイトを倒した。続けざまにドクターが「ハリー・ポッター万歳！」（英語では "Good old J.K.!"）と叫んだ。ちなみに、10代目ドクター役のデイヴィッド・テナントは映画『ハリー・ポッターと炎のゴブレット』で悪役のバーティ・クラウチ・ジュニア役を演じている。
タイムトラベルのパラドックスに関する引用もある。マーサはターディスから外へ出る際に自分の祖父を殺害してしまう可能性について言及しており、これは祖父のパラドックスを暗示している。また、彼女は蝶を踏むだけで未来が変わる可能性に言及しており、これはレイ・ブラッドベリによる1952年のショートストーリー A Sound of Thunder のアイディアに端を発する。また、ドクターは歴史改変に伴う壊滅的な結果を映画『バック・トゥ・ザ・フューチャー』を引き合いに出して説明した。マーサはこの説明を「映画？」と一蹴し、ドクターは「No, the novelisation! Yes the film!」と反論した。事実、映画『バック・トゥ・ザ・フューチャー』にはジョージ・ガイプによる小説版が存在する。
劇中の用語には他作品に由来するものもある。ドクターはマーサがフリードニアの出身であると主張したが、これはマルクス兄弟による映画『我輩はカモである』 に登場した架空の国家で、同じ名前はテランス・ディックスによる2002年の『ドクター・フー』の小説 Warmonger にも惑星の名前として登場する。惑星 Rexel 4 はSFドラマ 『The Tomorrow People』の1974年のエピソードに由来する。
ドクターはディラン・トマスによる詩『Do not go gentle into that good night』のフレーズ "Rage, rage against the dying of the light" を引用したが、シェイクスピアはこれを他の人間のものであるとして使えないと警告した。

## 制作

### 脚本とプリプロダクション
終盤にエリザベス1世を登場させたのはラッセル・T・デイヴィスのアイディアであった。彼は脚本を担当したロバーツに、同じくロバーツが執筆した Big Finish のオーディオドラマ The One Doctor に寄せるよう伝えた。

### 撮影
本エピソードは2006年8月23日から9月15日に撮影された。クロックドハウスでのシーンの制作はトレフォレストに位置する制作チームの Upper Boat Studios で行われた。
その後、夜のシーンが一週間をかけて撮影された。フォーズ病院を含むコヴェントリーでの撮影に一夜をかけ、ウォリックでのロード・レスター病院に移った。グローブ座でのシーンには、ロンドンで再現されたグローブ座（シェイクスピアズ・グローブ）で撮影されたパートもある。
ベドラムのシーンが地下で再現された Newport Indoor Market の他に、Upper Boat Studios で Elephant Inn、グローブ座の一部、ターディスでのシーンが撮影された。

## 評価
ザ・ステージのスコット・マシューマンは「言葉の魔術師」を肯定的に評価し、ゲストの演技と言葉の力というテーマを強調した。デジタル・スパイのデック・ホーガンはプロットを馬鹿げていると感じたが、制作の価値と特殊効果を称賛した。彼は、マーサに親しみを持った後でこのエピソードを見ると良いかもしれないと思弁した。SFXのニック・セッチフィールドは「言葉の魔術師」を5つ星のうち4つ星とし、制作には自信が満ちていると感じた。彼は演技と機知に富んだ脚本、キャリオナイトの魔女に似た外見のコンセプトを称賛した。IGNの批評家トラヴィス・フィケットは10点満点で7.2と評価した。彼はプロットをストレートだと感じた一方、シェイクスピア役を演じたディーン・ロネックス・ケリーの良い演技もあって面白いと評価した。